# Zgorigrad, Vrața
Zgorigrad (în bulgară Згориград) este un sat în comuna Vrața, regiunea Vrața,  Bulgaria. 

## Demografie
Componența etnică a satului Zgorigrad
     Bulgari (96,6%)
     Nicio identificare (3,21%)
     Altele (0,35%)
La recensământul din 2011, populația satului Zgorigrad era de 1.681 locuitori. Din punct de vedere etnic, majoritatea locuitorilor (96,6%) erau bulgari. Pentru 3,21% din locuitori nu este cunoscută apartenența etnică.